# Krka (firma)
Krka, d. d., Novo mesto je mezinárodní generická farmaceutická společnost se sídlem v Novém Mestě ve Slovinsku. V roce 2023 dosáhl celkový obrat skupiny Krka 1,806 miliardy eur. Čistý zisk skupiny Krka činil 313,7 milionu eur. Krka prodává své výrobky do více než 70 zemí. Ve Slovinsku má společnost výrobní závody v Ločně a Bršljinu (oba v Novém Městě), Kršku, Šentjerneju, Ljutomeru a několik oddělení v různých částech Lublaně. Krka má také výrobní a distribuční centra v Rusku, Polsku, Chorvatsku a Německu. Ke konci roku 2023 měla skupina Krka 12 753 zaměstnanců.